# Washington Redskins 1952
La stagione 1952 dei Washington Redskins è stata la 21ª della franchigia nella National Football League e la 15ª a Washington. Sotto la direzione del capo-allenatore Curly Lambeau la squadra ebbe un record di 4-8, terminando sesta nella NFL American e mancando i playoff per il settimo anno consecutivo.

## Calendario
| Stagione regolare |              |                        |           |        |                             |          |         |
| Turno             | Data         | Avversario             | Risultato | Record | Stadio                      | Pubblico | Sintesi |
| 1                 | 29 settembre | at Chicago Cardinals   | V 23–7    | 1–0    | Comiskey Park               | 17,837   | Recap   |
| 2                 | 5 ottobre    | at Green Bay Packers   | S 20–35   | 1–1    | Marquette Stadium           | 9,657    | Recap   |
| 3                 | 12 ottobre   | Chicago Cardinals      | S 6–17    | 1–2    | Griffith Stadium            | 24,600   | Recap   |
| 4                 | 19 ottobre   | at Pittsburgh Steelers | V 28–24   | 2–2    | Forbes Field                | 22,604   | Recap   |
| 5                 | 26 ottobre   | at Cleveland Browns    | S 15–19   | 2–3    | Cleveland Municipal Stadium | 32,496   | Recap   |
| 6                 | 2 novembre   | Pittsburgh Steelers    | S 23–24   | 2–4    | Griffith Stadium            | 25,866   | Recap   |
| 7                 | 9 novembre   | at Philadelphia Eagles | S 20–38   | 2–5    | Shibe Park                  | 16,932   | Recap   |
| 8                 | 16 novembre  | San Francisco 49ers    | S 17–23   | 2–6    | Griffith Stadium            | 28,997   | Recap   |
| 9                 | 23 novembre  | New York Giants        | S 10–14   | 2–7    | Griffith Stadium            | 21,125   | Recap   |
| 10                | 30 novembre  | Cleveland Browns       | S 21–48   | 2–8    | Griffith Stadium            | 22,679   | Recap   |
| 11                | 7 dicembre   | at New York Giants     | V 27–17   | 3–8    | Polo Grounds                | 21,237   | Recap   |
| 12                | 14 dicembre  | Philadelphia Eagles    | V 27–21   | 4–8    | Griffith Stadium            | 22,468   | Recap   |

Nota: gli avversari della propria division sono in grassetto.

## Classifiche
| NFL American        |   |   |   |      |     |     |     |     |
|                     | V | S | P | %    | DIV | PF  | PS  | STR |
| Cleveland Browns    | 8 | 4 | 0 | .667 | 7–3 | 310 | 213 | S1  |
| Philadelphia Eagles | 7 | 5 | 0 | .583 | 6–4 | 252 | 271 | S1  |
| New York Giants     | 7 | 5 | 0 | .583 | 5–4 | 234 | 231 | V1  |
| Pittsburgh Steelers | 5 | 7 | 0 | .417 | 4–5 | 300 | 273 | S1  |
| Chicago Cardinals   | 4 | 8 | 0 | .333 | 3–7 | 172 | 221 | S2  |
| Washington Redskins | 4 | 8 | 0 | .333 | 4–6 | 237 | 287 | V2  |

Note: I pareggi non venivano conteggiati ai fini della classifica fino al 1972.